# Estación Máfil
Máfil es una antigua estación ferroviaria ubicada en la comuna de Máfil, Región de Los Ríos, Chile. Fue declarada Monumento Nacional de Chile en 2017.

## Historia

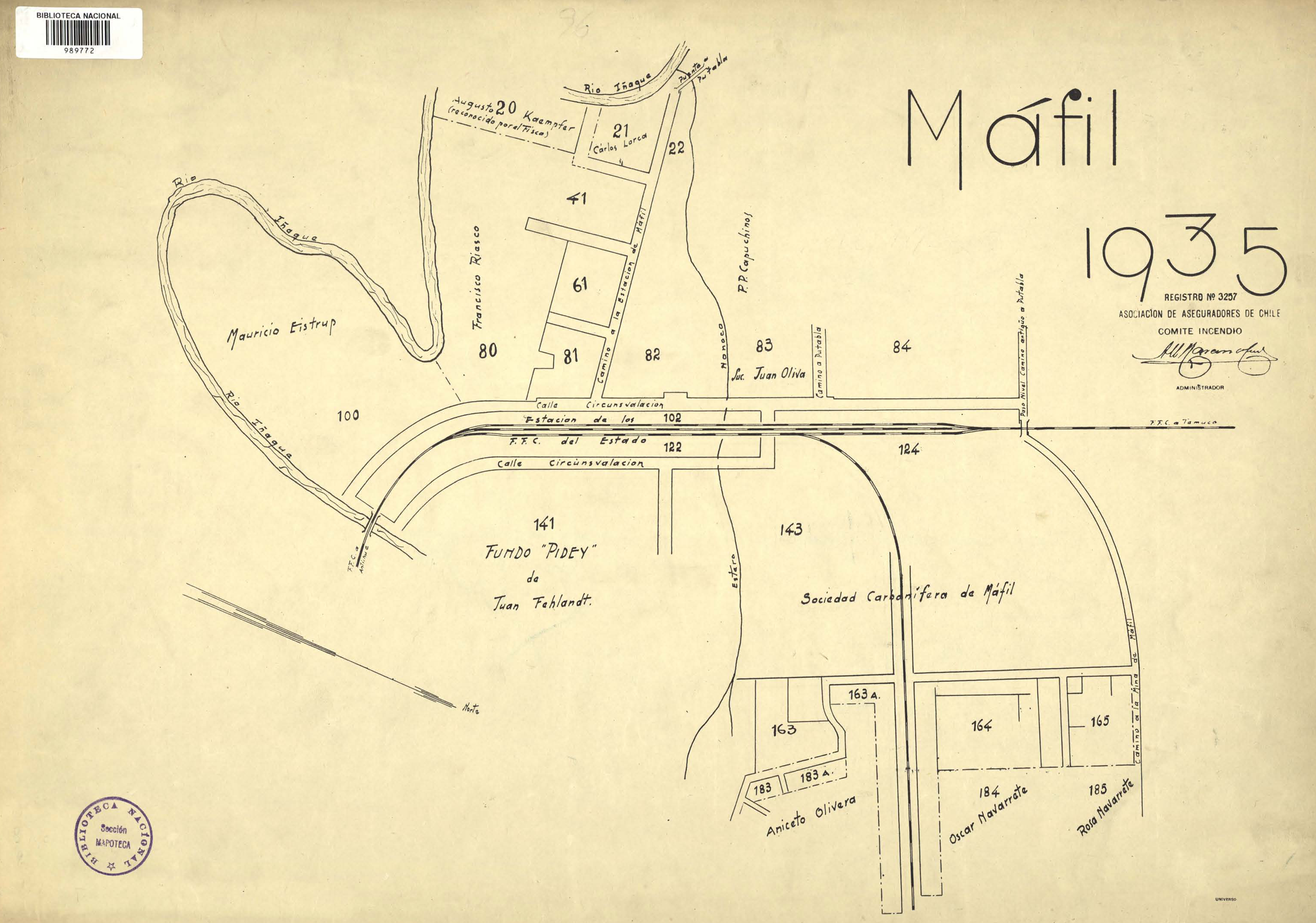
Plano de la localidad de Máfil, junto con la estación de ferrocarriles, 1935.

Esta estación es parte del tramo del ferrocarril que conectó al Ferrocarril al sur que para inicios de la década de 1900 finalizaba en la estación Pitrufquén con el ferrocarril Valdivia-Antilhue-Osorno inaugurado una década antes. El tramo presentó sus planos oficiales de construcción en abril de 1899 dividiendo el trabajo en dos tramos —de Pitrufquén a Loncoche y de Loncoche a Antilhue—; los trabajos inician simultáneamente en ambos extremos de la línea el 10 de octubre de 1899. Se entregan las obras principales en 1905, aunque debido a problemas con la infraestructura, entra en total operaciones y con servicios Santiago-Osorno el 22 de marzo de 1907.
El 18 de octubre de 1923 se autorizan los trabajos para la construcción de las oficinas de recepción de carbón y una cancha para harneo, las cuales fueron ubicadas en la estación.
La estación poseía un desvío hacia las minas de carbón de la zona, que para 1935 eran parte de la «Sociedad Carbonífera de Máfil».
Aún con la existencia de la vía en la zona, la estación y su bodega son inauguradas en 1930, y fue reconstruida en 1990 en el estilo arquitectónico original de la estación, y luego fue nuevamente restaurada en el año 2005.
Fue declarada Monumento Nacional de Chile, en la categoría de Monumento Histórico, mediante el Decreto n.º 344, del 31 de octubre de 2017, convirtiéndose en el primer monumento nacional ferroviario de la región.
A inicios de agosto de 2019, la Empresa de los Ferrocarriles del Estado entregó un permiso a la municipalidad de Máfil para que esta pueda utilizar parte de los terrenos de la estación para montar una feria local, así como para instalar un rodoviario para buses rurales.

### Fecha de inauguración
Aun cuando el decreto que da estatuto de Monumento Histórico señala que la estación fue inaugurada en 1930, existe evidencia que señala que la estación ya existía en 1920. Uno de los registros más antiguos remonta a la ley 2.845 del 26 de enero de 1914.

## Descripción
Construida en hormigón, el terminal de pasajeros presenta una planta en L y un techo a cuatro aguas. En su entorno cuenta con elementos ferroviarios en buen estado de conservación, como el andén y las vías férreas.
Cuenta con una bodega, separada del edificio para pasajeros, que presenta una planta rectangular y una construcción de hormigón armado y albañilería de ladrillo.

## Servicios

### Anteriores
- Rápido Calle-Calle.[3]

### Turísticos
El 22 de septiembre de 2004 se implementó el servicio «Viaje en Tren hacia Temuco», un servicio turístico que llevó pasajeros desde la Estación Valdivia hasta estación Temuco, con el motivo de la conmemoración del Cincuentenario de la Universidad Austral de Chile y en homenaje al Centenario del natalicio de Pablo Neruda. El servicio tuvo paradas en esta estación y en Estación Loncoche.